# Gudrun Voigt
Gudrun „Jo“ Voigt (geboren 1930 als Gudrun Gewecke) ist eine deutsche Schauspielerin, Hörspielsprecherin und Schriftstellerin, die unter dem Pseudonym George P. Gray zusammen mit ihrem Mann Karl Voigt (geboren 1923) in verschiedenen Heftroman- und Taschenbuchreihen vorwiegend Science-Fiction- und Kriminalromane veröffentlichte.
Weitere von dem Ehepaar verwendete Pseudonyme waren Anke Bülow, Phyllis Cocker, Gaston Gevé, Charles Vaughan und Jo Voigt.

## Leben
Voigt legte 1948 in Frankfurt eine Schauspielprüfung ab und übernahm anschließend Hörspielrollen beim Hessischen Rundfunk und beim Südwestfunk. Ab Ende der 1950er Jahre begann sie zusammen mit ihrem Mann zunächst vorwiegend Science-Fiction, ab 1969 dann auch Kriminalromane zu schreiben.
Sie ließ sich mit ihrer Familie Mitte der 1960er Jahre in Rastatt nieder, wo auch der Pabel Verlag seinen Sitz hat, bei dem Karl Voigt die Fledermaus-Reihe betreute. Zuvor lebten sie in Berlin und Frankfurt.
Nachdem die Redaktion des Pabel Verlags nach München verlegt worden war, schrieb das Ehepaar weiter zahlreiche Heftromane unterschiedlicher Genres, darunter auch Erotik, Gruselgeschichten und einige Arztromane.
Voigts Kriminalroman Der Todfeind wurde 1980/1981 mit dem Edgar-Wallace-Preis, einem vom Goldmann Verlag ausgeschriebenen Manuskriptpreis ausgezeichnet. Der Roman erschien dann unter dem Pseudonym Jo Voigt 1982 bei Goldmann.

## Bibliographie

### Reihen
Die Reihen sind nach Erscheinungsjahr des ersten Bandes sortiert.
Western-Leihbücher, Miriam-Verlag, Schmidt & Co. Iserlohn (als G. P. Gray)
Verfasser ist vermutlich Karl Voigt.
- Blondy Hurrican (1955)
- Brazos-River (1955)
- Das blutige Morgenrot (1955)
- Kameraden (1955)
- Er war kein Blender (1955)
- Lassy (1955)
- Die letzte Kugel (1955)
- Der Scharfschütze (1955)
- Wolf unter Lämmern (1955)

Utopia Kleinband, Pabel Verlag (als Gaston Gevé)
- 102 Kampf um die Lorca-Sonne (1957)
- 113 Ashton-Robot + Co. (1958)
- 198 Pater, Planet des Grauens (1959)
- 212 Die Rückseite des Mondes (1960)

SF-Leihbücher, Bewin-Verlag (als George P. Gray)
- Das blaue Netz (1958)
- Der Marsrubin (1958)
- Retter aus zeitlosen Welten (1958)
- Titanen im All (1958)
- Geburt der Venus (1959)
- Geissel des Orion (1959)
- Spur Roter Planet (1959)
- Heimat der Terraner (1960)

Fledermaus Kriminal-Roman (als George P. Gray)
Es ist davon auszugehen, dass das Ehepaar Voigt einige Fledermausromane unter dem Verlagspseudonym G. W. Jones geschrieben hat.
Individuelle Pseudonyme wurden erst ab Band 518 eingeführt und das Ehepaar benutzte fortan George P. Gray.
- 518 Raubmord am Walton Place (1969)
- 519 Tod – fein dosiert (1969)
- 523 Für 100.000 Dollar darfst du leben (1969)
- 525 Mord auf dem Rennplatz (1969)
- 526 Die Tote von Indian Lake (1969)
- 530 Das Gasthaus des Grauens (1969)
- 531 Der Killer stahl den Tod (1969)
- 533 Lautlos schlug der Mörder zu (1969)
- 536 Todesurteil für Donelli (1969)
- 542 Der Killer aus dem Dschungel (1969)
- 545 Vor der Kamera erschossen (1969)
- 546 Der lebende Tote (1969)
- 549 Ein Betonsarg für Whistley (1970)
- 554 Der Polizistenkiller (1970)
- 555 Auge um Auge (1970)
- 560 Nicht köpfen! (1970)
- 563 Das Norrington-Kollier (1970)
- 565 Die Klapperschlangen-Falle (1970)
- 569 Beute für den Tod (1970)
- 571 Der Killer aus Bowery (1970)
- 573 Aus Edgewood kam ein Verräter (1970)
- 575 Machtgier macht Mörder (1970)
- 578 Der Tod auf dem Wasser (1970)
- 579 Das schwarze Opfer (1970)
- 587 Das Sünden-Syndikat (1970)
- 588 Whiskey für Crippen (1970)
- 591 Mörder gesucht (1970)
- 594 Tod á la Mahratta (1970)
- 596 Der Schlächter (1970)
- 600 Pat spiel Patience (1971)
- 602 Hyänen haben keine Eile (1971)
- 605 …ist besser als Tod sein (1971)
- 609 Blutige Tränen (1971)
- 611 Ein Hauch von Bittermandel (1971)
- 613 Die „Spurlos-Täter“ (1971)
- 614 Tödliche Entdeckung (1971)
- 621 Der Doppelmörder Palos Hill (1971)
- 623 Pat’s letzter Drink (1971)
- 624 Ins Gras gebissen (1971)
- 625 Bosse auf der Abschlußliste (1971)
- 628 Herzinfarkt (1971)
- 631 Der Mondscheinmörder (1971)
- 633 Schüsse und Shots (1971)
- 636 Mordmotiv: Menschlichkeit (1971)
- 642 Jeder hat nur einen Tod (1971)
- 643 Countdown für Verräter (1971)
- 645 Der „Richter“ von Chicago (1971)
- 646 Ein Opfer nimmt Rache (1971)
- 652 Fix dich – oder stirbt (1972)
- 654 Die blutige Queen (1972)
- 655 Ein Engel fuhr zur Hölle (1972)
- 658 Killer aus gutem Hause (1972)
- 666 Coopers letzter Coup (1972)
- 668 Masken, Mörder, Millionäre (1972)
- 673 Der Killer mit dem Glasauge (1972)
- 677 Tote brauchen keine Zaster (1972)
- 678 Todesoliven (1972)
- 680 Vom Himmelbett auf Höllenfahrt (1972)
- 682 Mord im Blut (1972)
- 685 blutiger Diamant (1972)
- 689 Ruhe sanft und komme nie wieder (1972)
- 691 Eine Leiche kommt selten allein (1972)
- 695 Auf Mord dressiert (1972)
- 697 Gift ist die beste Lösung (1972)
- 703 Himmelfahrt 1. Klasse (1972)
- 706 Der Tod kam in der Hochzeitsnacht (1973)
- 710 Den Rest besorgen die Ratten (1973)
- 760 Erst geschockt und dann gekillt (1974)

Mr. Chicago, Kelter Verlag (als George P. Gray)
- 54 Der Mann aus „Siberia“ (1969)

Fledermaus Taschenbuch, Pabel Verlag (als George P. Gray)
- 332 Kannibalen (1970)
- 335 Gangsterdämmerung (1970)
- 338 Comeback über Leichen (1971)
- 340 Reptilien (1972)
- 342 Das Scheusal (1972)
- 343 Der korrigierte Tod (1972)
- 344 Todesflug (1972)
- 346 Panik (1972)
- 347 Der Schreckliche (1972)
- 348 Ausgespielt (1972)
- 349 Feuergesicht (1972)
- 350 Eingesargt (1972)
- 352 Killen ist kein Kinderspiel (1972)
- 354 Der Gifttod schleicht durch Chicago (1973)
- 355 Heiße Spur – falsche Spur (1973)
- 356 Trio des Verderbens (1973)
- 357 Tod aus der Kalahari (1973)
- 358 Der Boß hat irre Jobs für Sandra (1973)
- 359 Bei 13 knallt’s (1973)

Raumschiff Promet, Andromeda/Astra Verlag (als George P. Gray)
- 47 Unuk – Stern der Hölle (1973)
- 51 Im Zentrum der Milchstraße (1973)
- 63 Stadt im Eis (1974)

Silber-Krimi, Zauberkreis Verlag (als Charles Vaughan)
- 1017 Überfall auf Thunberg (1974)
- 1024 Der Teufel kommt nach Uskja (1974)
- 1026 Die Raketen-Diebin (1974)
- 1029 Schüsse an der Lappland-Bahn (1974)
- 1034 Kampfrochen des Teufels (1975)
- 1036 Kalte Fracht für Abaan (1975)
- 1039 Blitzaktion Kroppefjäll (1975)
- 1042 Hetzjagd auf Unbekannt (1975)
- 1045 Urlaub für Agentin 44 (1975)
- 1048 Der Satan und die gelben Haie (1975)
- 1053 Das verräterische Medaillon (1975)
- 1056 Solverg und die Papagalli (1976)
- 1058 Geisel für ein Spion (1976)
- 1060 Zum Verrat gezwungen (1976)
- 1064 Das Geheimnis des roten Salons (1976)
- 1068 Verrat in Sachen Radar (1976)
- 1072 Flucht ins Verhängnis (1976)
- 1075 Radic auf der Abschußliste (1976)
- 1078 Falscher Schurke (1976)
- 1080 Keine Chance für Salisbury (1976)
- 1084 Aktion Miesmuschel (1977)
- 1088 Operationspläne frei Haus (1977)
- 1092 Von der CIA geschaßt (1977)
- 1094 Geheimcode im BH (1977)

Geister-Krimi, Kelter Verlag (als Phyllis Cocker)
Heftromane:
- 034 Der mordende Magier (1974)
- 055 Die lebenden Toten von Arie Mansion (1975)
- 099 Die Rache des Todesschiffers (1976)
- 104 Gespenstergrab Schloß Irvingbrook (1976)
- 116 Die weiße Frau und der Faun (1976)
- 128 Das Geister-Meeting am Skullstone (1976)
- 155 Rondo der Toten auf Burrigham (1977)
- 162 Die Schlucht der schluchzenden Seelen (1977)
- 170 Der Lord verlor im teuflischen Spiel (1977)
- 175 Geister ohne Kopf und Adel (1977)
- 191 Geisterstund hat Mord im Mund (1977)
- 215 Seine Lordschaft lassen spuken (1978)
- 270 Gier der schwarzen Seelen (1979)
- 298 Das Geister-Sextett von Oacilt (1979)
- 315 Geisterfuß im Glashaus (1980)
- 363 Satansbraten im Alptraumhaus (1981)
- 388 Im Reich der Teufelsschlange (1981)
- 399 Geisterstund hat Mord im Mund (1981, Neuauflage von #191)

Taschenbuch:
- 01 Satansnächte auf Summerfield (1974)
- 05 Das Vampirweib (1975)
- 12 Der Seelenbanner von Bingham Castle (1976)
- 13 Unheil im Zeichen des Krebses (1976)
- 17 Geistergirl aus grauer Gruft (1977)

Callgirl 2000, Hans Müller Verlag (als Phyllis Cocker)
Die Heftreihe erschien von 1975 bis 1978.
- 091 Ausgeflippt und abgeschoben
- 096 Eine Runde zuviel
- 104 In die Pfanne gehauen
- 111 Der Tote an Kamera 3
- 117 Das Agentennetz in Manila (Neuauflage als Abenteuer zwischen Rio und Shanghai, Kelter-Verlag #5, 1984)
- 124 Ein Bandleader mit Feuer
- 129 Die gelbe Spirale (Neuauflage als Crash #8, Kelter Verlag, 1984)
- 134 Aufs falsche Pferd gesetzt
- 138 Natascha und der Linkshänder

Zauberkreis-Krimi-Taschenbuch, Zauberkreis Verlag (als Charles Vaughan)
- 024 Flug ins Verhängnis (1978)
- 026 Wayne Cooper und die Blonde (1978)

Kerzenschein-Roman, Kelter-Verlag (1977/1978, als Phyllis Cocker)
- 31 Am Abgrund des Wahnsinns (1977)
- 48 Brücke in den Tod

Arzt-Roman Auslese, Kelter-Verlag (1977/1980, als Anke Bülow)
- 075 Die ideale Arztfrau
- 110 Ein Anruf, der zum Schicksal wurde
- Ein Irrtum klärt sich auf
- Professor Fabers Schicksal

Action, Kelter-Verlag (als Phyllis Cocker)
- 06 Wer andern die Kanone klaut (1980)
- 23 Gejagt von Girls und Killern (1980)

Goldmann-Krimi-Taschenbuch (als Jo Voigt)
- 5620 Der Todfeind (1982)

Thriller, Kelter-Verlag (als Phyllis Cocker)
- 26 Alter schützt vor Totschlag nicht (1983)
- 28 Zwei Mörder gehen in die Luft (1983)

### Kurzgeschichten
als George P. Gray
- Die Wandlung. Anhang in: Pabel Utopia #394, 1964, S. 61–64.

als Charles G. Voigt
- Begegnung. Anhang in: Pabel Utopia #395, 1964, S. 61–64.
- Die Parasiten. Anhang in: Pabel Utopia #396, 1964, S. 61–64.
- Der Magma-Fresser. Anhang in: Pabel Utopia #397, 1964, S. 60–63.
- Rassenhaß. In: Science-Fiction Cocktail 1. Pabel Utopia #435, 1965, S. 45–48.
- Mildernde Umstände. In: Science-Fiction Cocktail 2. Pabel Utopia #436, 1965, S. 52–55.
- Der Lhuristempel. In: Science-Fiction Cocktail 3. Pabel Utopia #437, 1965, S. 41–44.

### Drama und Hörspiel
- Schock (Kriminalhörspiel, Erstsendung: 27. Mai 1969, Regie: Ulrich Lauterbach, WDR, als Jo Voigt)
- Schattenspiele für Kinder zwischen 6 und 14 Jahren (1969, mit Agnes Berg)
- Umziehen? Nie wieder! Burleske in einem Akt (1975)

### Übersetzungen
- Fredric Brown: Der Ripper von Chicago. Pabel, 1965 (Originaltitel: The Screaming Mimi). Auch als: Die schwarze Statue. Diogenes, 1992.

## Filmografie
- 1961: Die Firma Hesselbach (23. Folge: Der röhrende Hirsch) (Erna) – Regie: Harald Schäfer (als Gudrun Gewecke)
- 1964: Pension Boulanka (Tänzerin) – Regie: Helmut Krätzig (als Gudrun Voigt)

## Hörspielsprecherin als Gudrun Gewecke
- 1949: Dorothy L. Sayers: Könige in Judäa. Eine Hörspielfolge um das Leben Jesu Christi – Regie: Fränze Roloff (HR)
- 1950: Selma Lagerlöf: Der Kaiser von Portugallien – Regie: Theodor Steiner (HR)
- 1951: Antoine de Saint-Exupéry: Der kleine Prinz – Regie: Rudolf Rieth (HR)
- 1952: Josef Martin Bauer: Die Tage sind gezählt (Helga) – Regie: Gerd Beermann (Original-Hörspiel – SWF)
- 1952: Georges Bernanos: Die begnadete Angst – Regie: Oskar Wälterlin (SWF)
- 1952: Alfred Happ: Idyll zu Ludwigslust – Regie: Theodor Steiner (Original-Hörspiel – HR)
- 1952: Wolf Schmidt: Die Abenteuer des Herrn Schmidt (Folge: Gesundheit frei Haus) (Eine junge Dame) – Regie: Karlheinz Schilling (Original-Hörspiel – HR)
- 1952: Gerhart Hauptmann: Der Biberpelz (Adelheid) – Regie: Karl Peter Biltz (HR/RB)
- 1952: Daphne du Maurier: Die Vögel (Jill Hocken) – Regie: Karl Peter Biltz (SWF/BR/RB)
- 1952: Anonymus: Alte Geschichten – neu berichtet. Eine Hörspielfolge nach Meistererzählungen der Weltliteratur: Der Nerventöter – Bearbeitung und Regie: Wolf Schmidt (HR)
- 1953: Christian Bock, Karel Čapek: Offerte in Jahrhunderten (Herrn Denkers Tochter) – Regie: Peter Hamel (SWF)
- 1953: Günter Eich: Die Mädchen aus Viterbo (Lena) – Regie: Karl Peter Biltz (Original-Hörspiel – SWF/BR/RB)
- 1953: Miguel de Cervantes Saavedra: Alte Geschichten – neu berichtet. Eine Hörspielfolge nach Meistererzählungen der Weltliteratur: Der Eifersüchtige (Leonore) – Bearbeitung und Regie: Wolf Schmidt (HR)
- 1953: Hans Hellmut Kirst: Geliebter Lehrer (Gerty) – Regie: Karl Peter Biltz (Original-Hörspiel – SWF)
- 1953: Victor Clément, Francis Swann: Der gottlose Engel (Lucienne) – Bearbeitung und Regie: Werner Hausmann (SWF)
- 1953: Wolf Schmidt: Prokurist a. D. Hesselbach, Büro für Lebensberatung. Heitere Familienserie und Alltagsparodie in Frankfurter Mundart (1. Folge: Der neueste Beruf) (Angelika) – Regie: Otto Stadler (Original-Hörspiel – HR)
- 1954: Thomas Mann: Königliche Hoheit (3. Teil: Wind um die Nase) – Regie: Werner Hausmann (SWF/SRG Bern)
- 1954: Wolf Schmidt: Prokurist a. D. Hesselbach, Büro für Lebensberatung (7. Folge: Das arme Kind) (Camilla) – Regie: Otto Stadler (Original-Hörspiel – HR)
- 1954: Günter Eich: Sabeth oder die Gäste im schwarzen Rock (Elisabeth) – Regie: Fritz Schröder-Jahn (Original-Hörspiel – SWF)
- 1954: Werner Helmes: Angeklagte: Reblaus. Ein Prozeß-Bericht – Regie: Hanns-Ludwig Wiechmann (Original-Hörspiel – SWF)
- 1954: Anonymus: Das hessische Weihnachtsspiel. Nach Handschriften des 15. Jahrhunderts – Regie: Hanns-Ludwig Wiechmann (HR)
- 1955: Walther von Hollander: Meine Kinder und unser Papa (Ruth Hessler) – Regie: Peter Hamel (Original-Hörspiel – SWF)
- 1956: Rabindranath Tagore: Das Postamt (Sudha) – Bearbeitung, Komposition und Regie: Winfried Zillig (HR)
- 1957: Walter Bauer: Die Kraft des Einzelnen (8. Folge: Nansen) (Stimme) – Regie: Jürgen Petersen (HR)
- 1958: Vedat Nedim Tör: Die Teppichweberin – Regie: Theodor Steiner (HR)
- 1958: Johann Nestroy: Freiheit in Krähwinkel – Regie: Mathias Neumann (HR)
- 1958: Wladimir Majakowski: Die Wanze (Elsevira Renaissans) – Regie: Ulrich Lauterbach (HR)
- 1958: Lewis Carroll: Alice im Wunderland (Vorsprechen) – Regie: Marcel Wall (SWF/BR)
- 1959: Jane Austen: Stolz und Vorurteil (Lydia) – Regie: Ulrich Lauterbach (HR)
- 1960: Walter Gerteis: Kriminalrat Obermoos erzählt. Eine Denkaufgabe zum Mitraten (22. Folge) – Regie: Heinz Otto Müller (HR)
- 1961: Carl Malß: Der Bürgerkapitän – Regie: Heinz Otto Müller (HR)
- 1961: Georges Neveux: Ich habe ein schönes Schloß (Eine Puppe) – Bearbeitung und Regie: Gerd Beermann (SWF)
- 1962: Carl Malß: Hampelmann sucht eine Wohnung – Regie: Heinz-Otto Müller (HR)
- 1962: E. T. A. Hoffmann: Nussknacker und Mausekönig – Regie: Alois Garg (SWF)
- 1962: Robert Stromberger: Bei uns daheim. Aus dem Leben einer hessischen Familie (Folge: Das Feuerwerk) (Verkäuferin) – Regie: Robert Stromberger (Original-Hörspiel – HR)
- 1963: Robert Stromberger: Bei uns daheim. Aus dem Leben einer hessischen Familie (Folge: Die Puderdos) (Junge Dame) – Regie: Robert Stromberger (Original-Hörspiel – HR)
- 1964: Günter Grass: Eine öffentliche Diskussion (Vorlage: Hundejahre (Roman)) (Zweite Diskutantin) – Regie: Ulrich Lauterbach (SFB/HR/RB)
- 1964: Peter Weiss: Nacht mit Gästen. Eine Moritat (Kind) – Regie: Peter Schulze-Rohr (Original-Hörspiel – RB/HR)